# Śluzak

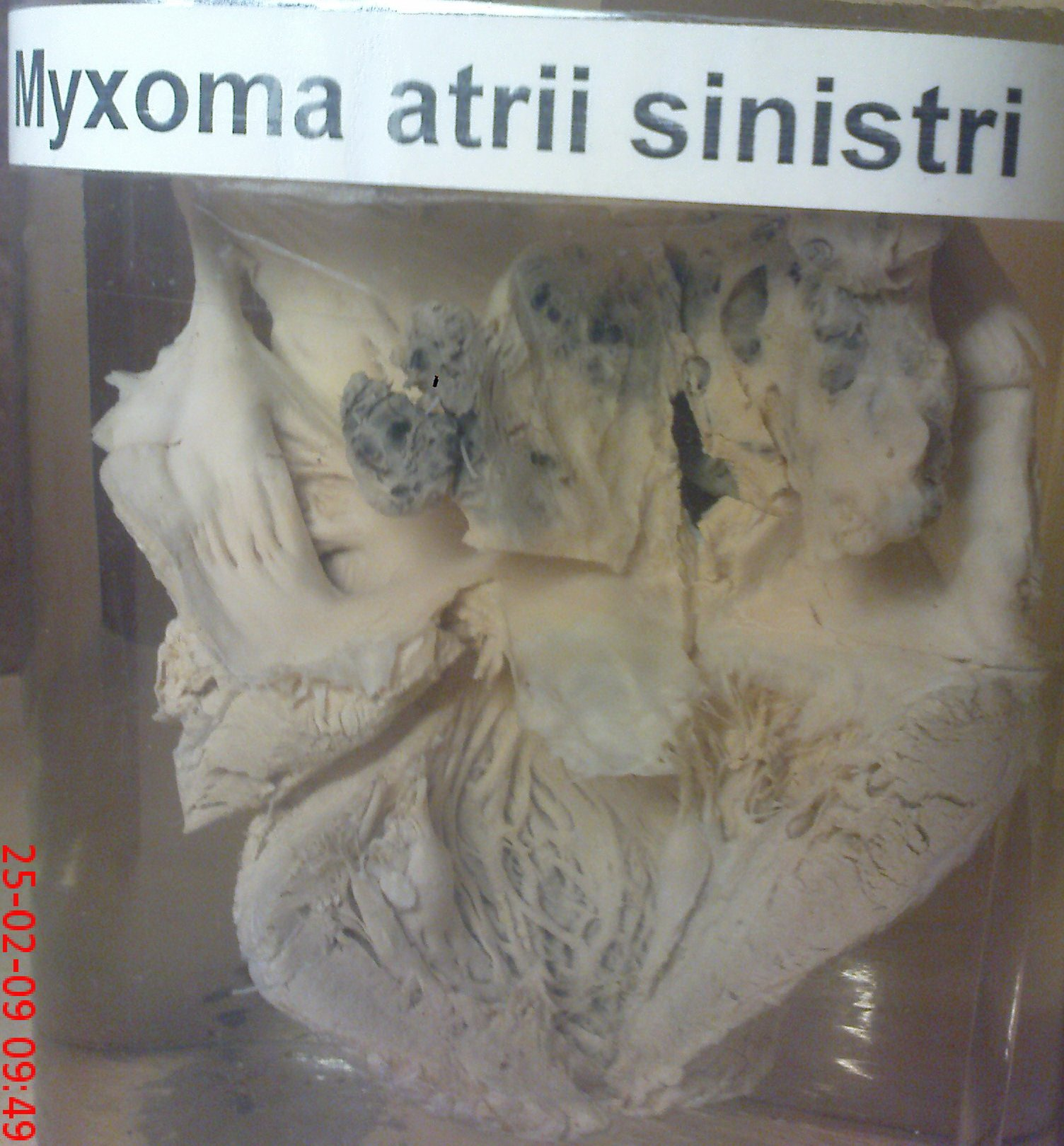
Śluzak przedsionka lewego

Śluzak (łac. myxoma, ang. myxoma) – rodzaj nowotworu łagodnego, który ma skąpe zaopatrzenie naczyniowe i zawiera wrzecionowate komórki fibroblastyczne.
Pojawia się w tkankach miękkich całego ciała, głównie powierzchownych (skóra palców, uda, wokół miednicy). Czasami jest częścią innych, bardziej rozległych nowotworów.

Echokardiografia serca ze śluzakiem przedsionka

Animowany obraz MRI serca, pokazujący duży śluzak przemieszczający się tam iz powrotem z przedsionka do komory przez zastawkę mitralną.

Śluzak serca – najczęstszy łagodny nowotwór serca, występujący trzykrotnie częściej u kobiet, rozwijający się z wsierdzia ściennego. Pojawia się niemal wyłącznie w przedsionkach, najczęściej w lewym – w 86%, może pojawić się w każdym wieku, ale szczyt występuje między czterdziestym, a pięćdziesiątym rokiem życia. Jest rozrostem polipowym. W typowej postaci ma on kształt kulistego, miękkiego zgrubienia na cienkiej nóżce (szypule), zawierającej wiązkę naczyń odżywiających, która umożliwia przemieszczanie się guza. Przemieszczanie się śluzaka przez zastawkę mitralną, lub trójdzielną może powodować ich dysfunkcję z objawami niedomykalności zastawki mitralnej, lub niedomykalność zastawki trójdzielnej i/lub zwężenia (stenozy). Cały nowotwór jest pokryty śródbłonkiem. W około 10% przypadków śluzak serca występuje rodzinnie jako składowa zespołu Carneya.
U pacjentów często obserwuje się tzw. Triadę objawów:
- niewydolność serca z objawami utrudnionego przepływu
- zator mózgu i innych organów, np. nerek
- objawy reumatologiczne powodowane wydzielaniem przez guz cytokin i interleukiny-6[2].

Bardzo często śluzak serca wykrywany jest po zatorowym udarze mózgu, lub po zatorze obwodowym. W diagnostyce bardzo ważna jest echokardiografia uzupełniana badaniami tomografią komputerową lub rezonansem magnetycznym.

## Patomorfologia
Makroskopowo jest to kulista, polipowata lub pokryta kosmkami grudka o miękkiej galaretowatej konsystencji. Chociaż guz można pomylić histologicznie z organizacją skrzepliny, jest on patogenetycznie pochodzący z prawdziwego nowotworu niezróżnicowanych komórek mezenchymalnych wsierdzia. Guzy mają średnio 5–6 cm wielkości i zwykle mają szypułki przyczepione do wsierdzia (rzadko o szerokich podstawach).

## Leczenie
W okresie przedoperacyjnym kładzie się nacisk na zapobieganie komplikacjom zagrażającym życiu, takim jak zaburzenia rytmu serca i zatorowość z powodu zakrzepów. Aby zapobiec tworzeniu się dalszych skrzeplin, krzepnięcie krwi jest spowalniane lekami przeciwzakrzepowymi.
Obecnie leczeniem z wyboru jest operacyjne usunięcie guza z użyciem krążenia pozaustrojowego.